# Capitán Harlock: Pirata Espacial (película)
Space Pirate Captain Harlock (宇宙海賊キャプテンハーロック Uchū Kaizoku Kyaputen Hārokku?), conocida en España e Hispanoamérica como Capitán Harlock: Pirata Espacial, es una película anime en 3D CG de ciencia ficción japonesa estrenada en el año 2013, dirigida por Shinji Aramaki.
En 2010, Toei Animation desarrolló un piloto para la versión de la serie de televisión inspirada en el manga Space Pirate Captain Harlock. El piloto fue presentado en la feria Tokyo International Anime Fair ese mismo año. El año siguiente fue presentado un avance de la cinta en el Festival Internacional de Cine de Animación de Annecy. Para la realización de la película se invirtió un total de 30 millones de dólares, siendo la segunda producción cinematográfica más costosa de Toei. La historia fue reconstruida por el escritor Harutoshi Fukui para reflejar temas de la sociedad moderna. Un tráiler narrado en idioma inglés fue lanzado a modo de promoción, y fue exhibido en el Festival Internacional de Cine de Venecia de 2013 y en la versión número 33 del Festival Internacional de Cine de Hawái. Recibió reseñas mixtas de la crítica especializada y fue nominada al Premio de la Academia Japonesa a la Mejor Película de Animación el mismo año. Ganó el premio Lumière en la categoría "mejores efectos 3D" en 2014.

## Sinopsis
En el futuro, la humanidad ha descubierto una forma de viajar más rápido que la luz y ha construido colonias en miles de planetas. Con la decadencia de la humanidad y los recursos del universo comenzando a disminuir, unos quinientos mil millones de seres humanos comenzaron el largo viaje de vuelta a casa, a la Tierra. Sin embargo, la humanidad ha superado su capacidad de repatriar a muchas personas y así comenzó la "Guerra de Bienvenida"; donde las muchas facciones de la humanidad lucharon por su estadía en la tierra. La guerra fue larga y sangrienta. No disminuyó hasta que un gobierno universal autoritario con el nombre de Gaia Sanction declaró a la Tierra un planeta sagrado y, por lo tanto, prohibido para la repoblación de la humanidad. Para evitar que varias facciones de la humanidad emigraran de nuevo a la tierra, un comando élite de la flota de Gaia fue encargado para defender la Tierra: La Flota Deathshadow Martyr, dirigida por el Capitán Harlock (llamado "Albator" en la versión francesa).
Éste, viendo que los jerarcas eran permitidos de regresar a la Tierra, dirigió las armas de materia oscura de su nave, la Arcadia, hacia el planeta, a fin de crear una barrera para nuevos ingresos que él veía como injustos, pero la materia oscura devastó la Tierra. El capitán, perseguido por la flota de la Federación, se volvió pirata, mientras el gobierno central creaba proyectores holográficos orbitales para mantener engañada a la Humanidad haciéndole creer que el planeta era un santuario perfecto inviolable.
Afectado por la materia oscura, Harlock deviene inmortal, y su astronave adquiere el poder de regenerarse. Pasa los siguientes cien años estableciendo una serie de mecanismos denominados "Reloj Génesis" a través del universo, los cuales una vez activados crearán una reformación del universo, destruyéndolo previamente, lo cual no es conocido por su tripulación. Finalmente queda activar un último detonador, ubicado en la Tierra.
El joven Logan (llamado Yama en la versión original japonesa), infiltrado de la Federación en su nave, eventualmente se convence de la misión de Harlock, pero al ser revelado el secreto a la llegada a la órbita terrestre, se vuelve contra él y ayuda en su captura. Más tarde descubre que la Tierra se está regenerando, produciendo nueva flora, y se infiltra en la nave capturada procediendo a su liberación. Le demuestra a Harlock que ya no es necesario reiniciar el universo. Emiten esta información al público mientras destruyen los proyectores holográficos, revelando el real aspecto del planeta, pero Gaia prefiere destruir la Tierra usando un dispositivo en la órbita de Júpiter, llamado Acelerador Joviano (que los doblajistas no supieron traducir, llamándolo Acelerador Jovian), usando al Arcadia como mira.
El némesis de Harlock, Ezra (Isora en el original japonés), embiste a la nave pirata con la suya propia, la Orphius (llamada Oceanos en la versión alemana), para apartarla del planeta y así preservarla de la descarga del Acelerador Joviano (esto no es evidente, salvo que un miembro de Gaia afirma "Ezra lo hizo", y está explicado de este modo en el artículo inglés de Wikipedia). Harlock hace desplegar la materia oscura para sobrevivir a la descarga y finalmente entrega el pilotaje a Logan, dándole una oportunidad a la Humanidad de "hacerlo bien esta vez", dejando pendiente la amenaza de utilizar sino el Reloj Génesis. La nave se pierde en el seno del Cosmos.

## Reparto
- Haruma Miura como Yama Daiba.
- Shun Oguri como el Capitán Harlock.
- Yū Aoi como Miime.
- Arata Furuta como Yattaran.
- Ayano Fukuda como Tori-san.
- Toshiyuki Morikawa como Isora Daiba.
- Maaya Sakamoto como Nami.
- Miyuki Sawashiro como Kei.
- Kiyoshi Kobayashi como Roujin.
- Chikao Ōtsuka como Soukan.